# Championnats de Colombie de cyclisme sur route 2024
Navigation
Championnats de Colombie 2023 Championnats de Colombie 2025
Les championnats de Colombie de cyclisme sur route se déroulent du 25 janvier au 28 janvier 2024 dans le département de Boyacá.

## Présentation
L'organisation des championnats est confié au département de Boyacá, fin décembre. Ils sont organisés par la Fédération colombienne de cyclisme, avec l'appui du ministère des sports colombien, de la Ligue cycliste de Boyacá et des principales autorités du département. Le départ des contre-la-montre masculins, initialement prévu du parc artisanal de Nobsa, est transféré au terminal de la gare routière de Paipa, pour améliorer le coté spectaculaire de l'évènement et pour des raisons logistiques. Ce nouveau tracé est similaire à celui des Mondiaux de 1995 et a été aussi utilisé lors de précédentes compétitions comme la Vuelta de la Juventud ou le Tour de Colombie.

## Podiums

### Épreuves masculines
| Épreuves         | Or                                             | Or | Or              | Argent                                          | Argent | Argent     | Bronze                              | Bronze | Bronze     |
| ---------------- | ---------------------------------------------- | -- | --------------- | ----------------------------------------------- | ------ | ---------- | ----------------------------------- | ------ | ---------- |
| Élites           |                                                |    |                 |                                                 |        |            |                                     |        |            |
| Course en ligne  | Alejandro Osorio (GW - Erco - Shimano)         | en | 4 h 53 min 23 s | Sergio Higuita (Bora-Hansgrohe)                 | à      | 4 s        | Egan Bernal (Ineos Grenadiers)      |        | m.t.       |
| Contre-la-montre | Daniel Martínez (Bora-Hansgrohe)               | en | 54 min 2 s      | Brandon Rivera (Ineos Grenadiers)               | à      | 1 min 38 s | Rodrigo Contreras (NU Colombia)     | à      | 1 min 56 s |
| Moins de 23 ans  |                                                |    |                 |                                                 |        |            |                                     |        |            |
| Course en ligne  | Brandon Rojas (GW - Erco - Shimano)            | en | 3 h 29 min 52 s | Camilo Gómez (Trinity Racing)                   | à      | 3 s        | Paulo Pantoja (Orgullo Paisa)       | à      | 7 s        |
| Contre-la-montre | Freddy Ávila (Potencia de la Vida - Strongman) | en | 59 min 16 s     | Brayan Vargas (Potencia de la Vida - Strongman) | à      | 6 s        | Brandon Rojas (GW - Erco - Shimano) | à      | 8 s        |

### Épreuves féminines
| Épreuves         | Or                                  | Or | Or              | Argent                                                | Argent | Argent | Bronze                                                   | Bronze | Bronze     |
| ---------------- | ----------------------------------- | -- | --------------- | ----------------------------------------------------- | ------ | ------ | -------------------------------------------------------- | ------ | ---------- |
| Élites           |                                     |    |                 |                                                       |        |        |                                                          |        |            |
| Course en ligne  | Paula Patiño (Movistar)             | en | 2 h 52 min 35 s | Diana Peñuela (DNA)                                   | à      | 3 s    | Jessenia Meneses (Laboral Kutxa - Fundación Euskadi)     | à      | 4 s        |
| Contre-la-montre | Diana Peñuela (DNA)                 | en | 41 min 32 s     | Karen Villamizar (Boneshaker Project (en))            | à      | 26 s   | Cristina Sanabria (Potencia de la Vida - Strongman (es)) | à      | 1 min 20 s |
| Moins de 23 ans  |                                     |    |                 |                                                       |        |        |                                                          |        |            |
| Course en ligne  | Carolina Vargas (Eneicat - CM Team) | en | 2 h 52 min 39 s | Zulay Camacho (Boyacá es Para Vivirla)                | à      | 7 s    | Sara Moreno (Potencia de la Vida - Strongman (es))       | à      | 8 s        |
| Contre-la-montre | Carolina Vargas (Eneicat - CM Team) | en | 43 min 50 s     | Elvia Cárdenas (Potencia de la Vida - Strongman (es)) |        | m.t.   | Gabriela López (Antioquia Indeportes)                    | à      | 20 s       |

## Déroulement des championnats

### 24 janvier: ouverture des championnats
Les championnats ouvrent officiellement le 24 janvier par le contrôle des licences, la confirmation de l'engagement des coureurs et le congrès technique. La journée se déroule dans l'hôtel Panorama Comfaboy de Paipa, à partir de 9h00 du matin.

### 25 janvier: les contre-la-montre
La première journée de compétition des championnats est consacrée aux contre-la-montre.
Les premiers concurrents à s'élancer sont les féminines de la catégorie Espoir. Pour celles-ci, le parcours développe 25,6 km de la station-service "Puma La Libertad" (au niveau de Sotaquirá) à la Plaza de Bolívar (es), place principale de Tunja. L'Antioqueña Carolina Vargas de la formation espagnole Eneicat - CM Team remporte le titre. Elle qui avait été médaillée de bronze de la spécialité l'année précédente à Bucaramanga. Carolina passe au point intermédiaire, situé au km 13, en quatrième position avec un retard de treize secondes sur la Bogotanaise Elvia Cárdenas (Potencia de la Vida - Strongman). Continuant sur un rythme soutenu, Carolina Vargas franchit la ligne d'arrivée après 43 min 50 s 210 d'effort. Elle devance Cárdenas d'un dixième. Gabriela López de la formation Antioquia Indeportes, lauréate de l'épreuve en 2023, monte de nouveau sur le podium mais pour, cette fois-ci, y chercher la médaille de bronze. Laura Rojas (Boyacá es Para Vivirla), deuxième pourtant au point intermédiaire, échoue à la quatrième place finale. 
Classement du contre-la-montre individuel Espoir féminins
|   | Coureur         | Équipe                               |    | Temps       |
| - | --------------- | ------------------------------------ | -- | ----------- |
| 1 | Carolina Vargas | Eneicat - CM Team                    | en | 43 min 50 s |
| 2 | Elvia Cárdenas  | Potencia de la Vida - Strongman (es) |    | m.t.        |
| 3 | Gabriela López  | Antioquia Indeportes                 | à  | 20 s        |
| 4 | Laura Rojas     | Boyacá es Para Vivirla               | à  | 41 s        |
| 5 | Angie Londoño   | Eneicat - CM Team América            | à  | 1 min 9 s   |

Dix-huit coureuses engagées, dix-sept coureuses classées.

Diana Peñuela (DNA) remporte son premier titre national du contre-la-montre.
Selon le programme officiel, la première concurrente de la catégorie Élite s'élance une minute après la dernière participante Espoir. Le départ et l'arrivée sont identiques et le parcours développe toujours 25,6 km. Devant un public nombreux massé tout au long du tracé et sous un soleil radieux, Diana Peñuela effectue l'exercice solitaire en 41 min 32 s. Elle devance de vingt-six secondes la Bogotanaise Karen Villamizar de la formation Boneshaker Project (en) (41 min 58 s) et de quatre-vingts secondes la Santandereana Cristina Sanabria de l'équipe Potencia de la Vida - Strongman (es) (42 min 52 s), respectivement deuxième et troisième de la compétition. La Caldense remporte son troisième titre national consécutif après ses victoires dans les courses en ligne des championnats 2022 et 2023. Course en ligne, prévue le lendemain, où elle renforce son statut de favorite. Dans la même seconde au pointage intermédiaire, Cristina Sanabria et Andrea Alzate (Eneicat - CM Team) sont séparées par un peu plus de deux secondes à l'arrivée, à l'avantage de Sanabria. Alzate devant se contenter de la quatrième place. La tenante du titre Marcela Hernández (Potencia de la Vida - Strongman), dans un mauvais jour, termine sixième à 2 min 17 s,.
Classement du contre-la-montre individuel Élite dames
|   | Coureur           | Équipe                               |    | Temps       |
| - | ----------------- | ------------------------------------ | -- | ----------- |
| 1 | Diana Peñuela     | DNA                                  | en | 41 min 32 s |
| 2 | Karen Villamizar  | Boneshaker Project (en)              | à  | 26 s        |
| 3 | Cristina Sanabria | Potencia de la Vida - Strongman (es) | à  | 1 min 20 s  |
| 4 | Andrea Alzate     | Eneicat - CM Team                    | à  | 1 min 22 s  |
| 5 | Estefanía Herrera | Clarus - Merquimia - Strongman       | à  | 1 min 42 s  |
| 6 | Marcela Hernández | Potencia de la Vida - Strongman      | à  | 2 min 17 s  |
| 7 | Serika Gulumá     | Eneicat - CM Team América            | à  | 2 min 36 s  |
| 8 | Luisa Naranjo     | Clarus - Merquimia - Strongman       | à  | 3 min 56 s  |

Seize inscrites, seize classées.

Puis c'est au tour des hommes de se disputer les deux titres mis en jeu. Cinquante-cinq engagés des catégories Élite et Espoir s'élancent à partir de 9h00 sur un parcours développant 41,8 km. Le départ se prend du terminal de la gare routière de Paipa et l'arrivée se situe, comme pour les femmes, Plaza de Bolívar (es) à Tunja.
La formation Potencia de la Vida - Strongman débute sa participation aux championnats de Colombie par un doublé.
Les premiers à s'élancer sont les moins de 23 ans avec pour ouvrir le bal Diego Leguizamón de l'équipe FyF. Avant le départ, quelques noms sont cités par la fédération comme des prétendants au titre. Il s'agit d'Emerson Gordillo, de l'équipe Nu Colombia, d'Edwin Rubio, de Boyacá es para Vivirla, d'Andrés Umbarila de la formation SHC, d'Héctor Molina du Team Sistecrédito et des deux membres de l'équipe continentale GW - Erco - Shimano Brandon Rojas et Diego Pescador.
À l'issue du contre-la-montre de la catégorie Espoir masculin, Freddy Ávila devance son coéquipier Brayan Vargas. L'équipe Potencia de la Vida - Strongman, appuyé par le ministère des sports colombien, s'octroie ainsi les médailles d'or et d'argent, Brandon Rojas (GW - Erco - Shimano) devant se contenter du bronze. Freddy Ávila termine l'exercice solitaire en 59 min 16 s, temps suffisant pour battre Brayan Vargas, crédité de  
59 min 22 s ; tandis que Rojas réussissait 59 min 24 s. À la moyenne de 42,3 km/h, le coureur bogotanais, de vingt ans, est le plus rapide. Il succède au Santandereano Germán Darío Gómez, sacré en 2023.
Classement du contre-la-montre individuel Espoir messieurs
|   | Coureur          | Équipe                          |    | Temps       |
| - | ---------------- | ------------------------------- | -- | ----------- |
| 1 | Freddy Ávila     | Potencia de la Vida - Strongman | en | 59 min 16 s |
| 2 | Brayan Vargas    | Potencia de la Vida - Strongman | à  | 6 s         |
| 3 | Brandon Rojas    | GW - Erco - Shimano             | à  | 8 s         |
| 4 | Emerson Gordillo | NU Colombia                     | à  | 1 min 1 s   |
| 5 | Héctor Molina    | Sistecrédito                    | à  | 1 min 6 s   |

Vingt-neuf coureurs engagés, vingt-huit classés.

Daniel Martínez (Bora-Hansgrohe) remporte pour la quatrième fois l'épreuve.
Officiellement le tour des Élites commence à 9h29,, avec des compétiteurs, issus de formations UCI World Tour comme Daniel Martínez de la Bora-Hansgrohe, Rigoberto Urán d'EF Education - EasyPost, Egan Bernal et Brandon Rivera de chez Ineos Grenadiers, mais aussi Nairo Quintana et Einer Rubio de la Movistar. Se retrouvent face à eux, les meilleurs spécialistes du peloton national Walter Vargas de l'équipe Medellín - EPM, Rodrigo Contreras de la nouvelle formation Nu Colombia, Juan Manuel Barboza de chez Orgullo Paisa et le champion de Colombie des moins de 23 ans de la saison passée, le Boyacense Germán Darío Gómez, qui, cette année, court dans la formation Polti Kometa, de la catégorie UCI ProTeam.
Avec un "chrono" de 54 min 2 s, Daniel Felipe Martínez obtient la médaille d'or du contre-la-montre individuel Élite masculin, dans l'épreuve disputée sur 41,8 kilomètres, entre Paipa et Tunja. Le coureur de 27 ans décroche son quatrième titre national du contre-la-montre, après ses couronnements en 2019, 2020 et 2022. Avec le temps réussi ce jeudi-là, il surpasse la marque de Miguel Indurain (55 min 30 s), qui lui avait permis d'être champion du monde de la spécialité sur le même parcours en 1995.
Seulement quatrième au temps intermédiaire, le Zipaquireño Brandon Rivera obtient la médaille d'argent en terminant à 1 min 38 s du vainqueur (55 min 40 s). Tandis que le Cundinamarqués Rodrigo Contreras, deuxième au temps intermédiaire, échoue à la troisième place à 1 min 56 s (55 min 58 s) et s'octroie la médaille de bronze. Walter Vargas, troisième au "chrono" intermédiaire, finit en dehors du podium, à la cinquième place,.
Dans les premiers temps enregistrés, se détache alors le Cordobés Juan Manuel Barboza avec ses 58 min 50 s. Puis, apparaissent les coureurs World Tour démontrant leur niveau. Ainsi en termine Nairo Quintana. Avec son temps de 56 min 33 s, il accède au quatrième rang final. Puis Egan Bernal réussit 57 min 5 s, ce qui lui permet de terminer sixième. 
Classement du contre-la-montre individuel Élite messieurs
| \| Classement général \| Classement général \| Classement général \| Classement général \| Classement général \| \| Coureur \| Coureur \| Pays \| Équipe \| Temps \| \| ------------------ \| ------------------- \| ------------------ \| --------------------- \| ------------------ \| \| 1er \| Daniel Martínez[18] \| Colombie \| Bora-Hansgrohe \| 54 min 02 s \| \| 2e \| Brandon Rivera \| Colombie \| Ineos Grenadiers \| + 1 min 38 s \| \| 3e \| Rodrigo Contreras \| Colombie \| NU Colombia \| + 1 min 56 s \| \| 4e \| Nairo Quintana \| Colombie \| Movistar Team \| + 2 min 31 s \| \| 5e \| Walter Vargas \| Colombie \| Team Medellín \| + 2 min 37 s \| \| 6e \| Egan Bernal \| Colombie \| Ineos Grenadiers \| + 3 min 03 s \| \| 7e \| Einer Rubio \| Colombie \| Movistar Team \| + 4 min 01 s \| \| 8e \| Rigoberto Urán \| Colombie \| EF Education-EasyPost \| + 4 min 18 s \| \| 9e \| Germán Darío Gómez \| Colombie \| Team Polti Kometa \| + 4 min 21 s \| \| 10e \| Juan Manuel Barboza \| Colombie \| Orgullo Paisa \| + 4 min 48 s \| |                     |          |                       |              |
| |                     |          |                       |              |
| |                     |          |                       |              |
| Classement général |                     |          |                       |              |
| Coureur | Coureur             | Pays     | Équipe                | Temps        |
| 1er | Daniel Martínez     | Colombie | Bora-Hansgrohe        | 54 min 02 s  |
| 2e | Brandon Rivera      | Colombie | Ineos Grenadiers      | + 1 min 38 s |
| 3e | Rodrigo Contreras   | Colombie | NU Colombia           | + 1 min 56 s |
| 4e | Nairo Quintana      | Colombie | Movistar Team         | + 2 min 31 s |
| 5e | Walter Vargas       | Colombie | Team Medellín         | + 2 min 37 s |
| 6e | Egan Bernal         | Colombie | Ineos Grenadiers      | + 3 min 03 s |
| 7e | Einer Rubio         | Colombie | Movistar Team         | + 4 min 01 s |
| 8e | Rigoberto Urán      | Colombie | EF Education-EasyPost | + 4 min 18 s |
| 9e | Germán Darío Gómez  | Colombie | Team Polti Kometa     | + 4 min 21 s |
| 10e | Juan Manuel Barboza | Colombie | Orgullo Paisa         | + 4 min 48 s |

Vingt-six coureurs inscrits. Vingt-cinq classés.

### 26 janvier: la courses en ligne dames
Paula Patiño (Movistar) remporte son premier titre de championne de Colombie.
Paula Patiño s'empare du maillot tricolore  dans la catégorie Élite féminine, sur un parcours de plus de quatre-vingt-dix kilomètres dans les rues de la capitale boyacense, Tunja. Les places d'honneur sont complétées par Diana Peñuela (DNA), qui termine deuxième et par Jessenia Meneses (Laboral Kutxa - Fundación Euskadi) qui accède à la troisième marche du podium.
Après s'être échappée quelques kilomètres auparavant, Estefanía Herrera (es) (Clarus - Merquimia - Strongman) passe en solitaire au cinquième passage sur la ligne d'arrivée (d'un parcours qui compte neuf tours). Elle effectue une quarantaine de kilomètres seule au-devant de la course. Ainsi à la cloche, Herera possède toujours quarante-six secondes d'avance sur un groupe de dix-sept concurrentes. À un peu plus de cinq kilomètres du terme, Paula Patiño attaque et disloque le groupe. Elle revient rapidement sur Estefanía Herrera, qui ne peut la suivre que quelques hectomètres. Patiño termine seule et remporte son premier titre de championne de Colombie sur route. Elle qui avait été vice-championne en 2021 et en 2023. Encore deuxième à moins d'un kilomètres de l'arrivée, Estefanía Herrera se fait déborder et est éjectée du podium. Diana Peñuela termine au premier accessit en prenant le meilleur sur Jessenia Meneses, à moins de cent mètres de l'arrivée. Carolina Vargas (Eneicat - CM Team) finit à quelques mètres à la quatrième place,. Ce qui lui permet d'être sacrée championne de Colombie Espoir. Elle réalise ainsi le doublé course en ligne - contre-la-montre. Immédiatement derrière elle, arrivent Zulay Camacho (Boyacá es Para Vivirla) et Sara Moreno (Potencia de la Vida - Strongman (es)), respectivement à sept et huit secondes, qui s'octroient les médailles d'argent et de bronze dans cette même catégorie des moins de 23 ans. 
Classement de la course en ligne dames,
|    | Coureuse               | Catégorie | Équipe                               |    | Temps           |
| -- | ---------------------- | --------- | ------------------------------------ | -- | --------------- |
| 1  | Paula Patiño           | Élite     | Movistar                             | en | 2 h 52 min 35 s |
| 2  | Diana Peñuela          | Élite     | DNA                                  | à  | 3 s             |
| 3  | Jessenia Meneses       | Élite     | Laboral Kutxa - Fundación Euskadi    | à  | 4 s             |
| 4  | Carolina Vargas        | Espoir    | Eneicat - CM Team                    |    | m.t.            |
| 5  | Zulay Camacho          | Espoir    | Boyacá es Para Vivirla               | à  | 11 s            |
| 6  | Sara Moreno            | Espoir    | Potencia de la Vida - Strongman (es) | à  | 12 s            |
| 7  | Andrea Alzate          | Élite     | Eneicat - CM Team                    | à  | 22 s            |
| 8  | Karen Villamizar       | Élite     | Boneshaker Project (en)              | à  | 25 s            |
| 9  | Estefanía Herrera (es) | Élite     | Clarus - Merquimia - Strongman       | à  | 31 s            |
| 10 | Angie Londoño          | Espoir    | Eneicat - CM Team América            | à  | 32 s            |

### 27 janvier: la course en ligne Espoir messieurs
Brandon Rojas remporte le titre.
Classement de la course en ligne Espoir messieurs
|   | Coureur        | Équipe              |    | Temps           |
| - | -------------- | ------------------- | -- | --------------- |
| 1 | Brandon Rojas  | GW - Erco - Shimano | en | 3 h 29 min 52 s |
| 2 | Camilo Gómez   | Trinity Racing      | à  | 3 s             |
| 3 | Paulo Pantoja  | Orgullo Paisa       | à  | 7 s             |
| 4 | Andrés Mancipe | GW - Erco - Shimano | à  | 20 s            |
| 5 | Héctor Molina  | Sistecrédito        | à  | 29 s            |

### 28 janvier: la course en ligne Élite messieurs
Alejandro Osorio devient champion de Colombie.
| \| Classement général \| Classement général \| Classement général \| Classement général \| Classement général \| \| Coureur \| Coureur \| Pays \| Équipe \| Temps \| \| ------------------ \| -------------------- \| ------------------ \| ------------------ \| ------------------ \| \| 1er \| Alejandro Osorio[24] \| Colombie \| GW Shimano \| 4 h 53 min 23 s \| \| 2e \| Sergio Higuita \| Colombie \| Bora-Hansgrohe \| + 4 s \| \| 3e \| Egan Bernal \| Colombie \| Ineos Grenadiers \| + 4 s \| \| 4e \| Cristian Muñoz \| Colombie \| NU Colombia \| + 8 s \| \| 5e \| David Santiago Gómez \| Colombie \| Team Sistecrédito \| + 10 s \| \| 6e \| Bernardo Suaza \| Colombie \| Petrolike \| + 11 s \| \| 7e \| Robinson López \| Colombie \| GW Shimano \| + 46 s \| \| 8e \| Brandon Rivera \| Colombie \| Ineos Grenadiers \| + 3 min 06 s \| \| 9e \| Einer Rubio \| Colombie \| Movistar Team \| + 3 min 11 s \| \| 10e \| Jesús David Peña \| Colombie \| Team Jayco AlUla \| + 3 min 12 s \| |                      |          |                   |                 |
| |                      |          |                   |                 |
| |                      |          |                   |                 |
| Classement général |                      |          |                   |                 |
| Coureur | Coureur              | Pays     | Équipe            | Temps           |
| 1er | Alejandro Osorio     | Colombie | GW Shimano        | 4 h 53 min 23 s |
| 2e | Sergio Higuita       | Colombie | Bora-Hansgrohe    | + 4 s           |
| 3e | Egan Bernal          | Colombie | Ineos Grenadiers  | + 4 s           |
| 4e | Cristian Muñoz       | Colombie | NU Colombia       | + 8 s           |
| 5e | David Santiago Gómez | Colombie | Team Sistecrédito | + 10 s          |
| 6e | Bernardo Suaza       | Colombie | Petrolike         | + 11 s          |
| 7e | Robinson López       | Colombie | GW Shimano        | + 46 s          |
| 8e | Brandon Rivera       | Colombie | Ineos Grenadiers  | + 3 min 06 s    |
| 9e | Einer Rubio          | Colombie | Movistar Team     | + 3 min 11 s    |
| 10e | Jesús David Peña     | Colombie | Team Jayco AlUla  | + 3 min 12 s    |